# Unterseeboot 711
L'Unterseeboot 711 ou U-711 est un sous-marin allemand (U-Boot) de type VIIC utilisé par la Kriegsmarine pendant la Seconde Guerre mondiale.
Le sous-marin est commandé le 7 décembre 1940 à Hambourg (H. C. Stülcken Sohn), sa quille posée le 31 juillet 1941, il est lancé le 25 juin 1942 et mis en service le 26 septembre 1942 de l'Oberleutnant zur See Hans-Günther Lange (en).
Il est coulé par l'Aviation britannique lors de l'attaque contre la base de sous-marins de Kilbotn, ultime de la Home Fleet, en mai 1945.

## Conception
Unterseeboot type VII, l'U-711 avait un déplacement de 769 tonnes en surface et 871 tonnes en plongée. Il avait une longueur totale de 67,10 m, un maître-bau de 6,20 m, une hauteur de 9,60 m et un tirant d'eau de 4,74 m. Le sous-marin était propulsé par deux hélices de 1,23 m, deux moteurs diesel Germaniawerft M6V 40/46 de 6 cylindres en ligne de 1 400 cv à 470 tr/min, produisant un total de 2 060 à 2 350 kW en surface et de deux moteurs électriques Garbe, Lahmeyer & Co. RP 137/c de 375 cv à 295 tr/min, produisant un total 550 kW, en plongée. Le sous-marin avait une vitesse en surface de 17,7 nœuds (32,8 km/h) et une vitesse de 7,6 nœuds (14,1 km/h) en plongée. Immergé, il avait un rayon d'action de 80 milles marins (150 km) à 4 nœuds (7,4 km/h; 4,6 milles par heure) et pouvait atteindre une profondeur de 230 m. En surface son rayon d'action était de 8 500 milles nautiques (soit 15 700 km) à 10 nœuds (19 km/h).
L'U-711 était équipé de cinq tubes lance-torpilles de 53,3 cm (quatre montés à l'avant et un à l'arrière) qui contenait quatorze torpilles. Il était équipé d'un canon de 8,8 cm SK C/35 (220 coups) et d'un canon antiaérien de 20 mm Flak. Il pouvait transporter 26 mines TMA ou 39 mines TMB. Son équipage comprenait 4 officiers et 40 à 56 sous-mariniers.

## Historique
Il suit sa période d'entraînement initial à la 5. Unterseebootsflottille jusqu'au 31 mars 1943, il intègre son unité de combat dans 11. Unterseebootsflottille puis dans la 13. Unterseebootsflottille.
Sa première patrouille est précédée d'un court trajet de Kiel à Bergen. L'U-711 quitte Bergen en Norvège pour sa première patrouille sous les ordres de l'Oberleutnant zur See Hans-Günther Lange le 25 mars 1943. Il navigue en mer de Norvège et rentre à Hammerfest après trente-sept jours en mer.
Sa deuxième patrouille, d'une durée de vingt-cinq jours, le mène en mer de Barents, sans succès.
Le 22 juillet 1943, l'U-711 quitte Narvik pour les eaux arctiques. Début août 1943, il fait partie du groupe de combat, ou meute Wiking qui traque les convois soviétiques. L'U-711 ne prend part à aucune action.
Du 4 au 6 septembre 1943, le groupe de combat continue ses recherches de convois soviétiques avec l'aide de l'U-255, mais aucun n'est aperçu. Le 9 septembre 1943, l'U-711 effectue une reconnaissance de l'île Wardroper et 24 septembre 1943, il bombarde une station radio à Blagopoluchiya, en Nouvelle-Zemble. Quatre jours plus tard, il bombarde une station radio à Pravdy sur l'île de Nansen. 
L'U-711 perd un homme emporté par-dessus bord, le 30 septembre 1943 et arrive à Narvik le même jour.
Entre octobre 1943 et mars 1944, il effectue des allers-retours entre Narvik et Trondheim.
Le 19 mars 1944, commence sa quatrième patrouille dans les eaux arctiques. L'U-711 rejoint le groupe de combat Blitz guettant le convoi JW-58. Ce dernier, parti du Loch Ewe le 27 mars, est escorté par une force importante : l'HMS Activity (sept Wildcat et trois Swordfish), l'HMS Tracker (en) (sept Wildcat et onze Avenger), le croiseur léger HMS Diadem, l'USS Milwaukee, vingt destroyers, quatre corvettes et cinq sloops. Le convoi est aperçu trois jours plus tard par un appareil de la Luftwaffe. Les groupes de sous-marins Blitz, Hammer et Thor approchent brièvement ce convoi le 1er avril 1944. Le soir du 1er et du 2 avril 1944, l'U-711 attaque sans succès l'escorte au sud-ouest de l'île aux Ours. Les navires alliés parviennent à Mourmansk le 5 avril 1944 diminués d'un bâtiment coulé. Quatre U-Boote ont été envoyés par le fond (l'U-288, l'U-355, l'U-360 et l'U-961). L'U-711 rentre à Hammerfest après soixante-et-onze jours de mer, sans succès.
Le 11 avril 1944, l'U-711 sort cinq jours en mer.
Il quitte Narvik le 14 janvier 1941 pour sa sixième patrouille pour les eaux arctiques. Le convoi RA-59 parti de Mourmansk le 28 avril 1944 est composé de quarante-cinq bâtiments marchands. Il est localisé par un appareil de la Luftwaffe en fin de soirée. L'U-711 fait partie du groupe Donner & Keil déployé pour intercepter ce convoi. Le 30 avril 1944 en fin de soirée, il lance des attaques contre des bâtiments ; il les poursuit les jours suivants, sans aucun succès.
Le 7 septembre 1944, l'U-711 quitte Hammerfest pour les eaux arctiques. L'U-711, l'U-739 et l'U-957 opèrent dans la mer de Kara. Le 21 septembre 1944, ils rencontrent le convoi soviétique VD-1 qui transite entre le détroit de Vilkitski et Dickson. L'U-711 revendique six attaques contre les bâtiments de l'escorte du convoi. Toutes échouent, à cause du mauvais fonctionnement des torpilles. D'autres attaques sont lancées deux jours plus tard sans résultat. Deux autres U-Boote coulent un escorteur. Ils détruisent ensuite une station de radio soviétique dans l'île de Sterligova le 24 septembre 1944 et font quatre prisonniers avant de rentrer à leurs bases, le 4 octobre 1944.
Sa dixième patrouille, du 9 au 24 février 1945, soit seize jours en mer, le ramène dans les eaux arctiques. Le convoi JW-64 parti de la Clyde le 3 février 1945 est escorté par l'HMS Campania, l'HMS Nairana, un croiseur et dix-sept sloops, destroyers et corvettes. L'U-711 rejoint le groupe de chasse Rasmus au sud de l'île aux Ours pour intercepter le convoi. Les U-Boote se montrent incapables d'attaquer le convoi, tenus à distance par la forte escorte. D'autres U-Boote sont envoyés en renfort au nord de la péninsule de Kola. Le 14 février 1945, l'U-711, l'U-968 et l'U-992 attaquent le convoi soviétique BK-3. L'U-711 revendique deux navires coulés dans la même attaque, sans confirmation. Deux jours plus tard, une force navale combinée britannique/soviétique tente de conduire les bateaux du convoi à l'entrée de la péninsule de Kola où l'attend le convoi RA-64 pour appareiller. Lorsque ce dernier fait route vers le Loch Ewe, le 17 février 1945, il est attaqué par l'U-711 et l'U-968. Ce convoi est composé de trente quatre bâtiments marchands. L'U-711 torpille et coule une corvette britannique le 17 février 1945. Il n'y a qu'un survivant lors de ce naufrage sur les 91 membres d'équipage.
L'U-711 réussit à s'échapper lors de la contre-attaque de l'escorte. Le contact avec le convoi est perdu, le 18 février 1945 et les U-Boote font route vers le Passage de l'île aux Ours. Ils patrouillent sans aucun succès et l'U-711 rentre à Harstad (Norvège).
Le 22 mars 1945 lors de sa onzième patrouille, l'U-711 torpille un chalutier armé anti-sous-marins, soviétique. Le 25 mars 1945, l'U-711 et d'autres U-Boote forment une ligne de patrouille pour tenter d'intercepter le convoi RA-65, parti Mourmansk le 23 mars 1945. Le convoi n’apparaît pas. Le 27 mars 1945, lorsqu'une reconnaissance aérienne échoue à le trouver, l'opération cesse et l'U-711 retourne à Harstad après dix-huit jours en mer.
Lors de sa douzième patrouille, l'U-711 opère près de la péninsule de Kola, sans aucun succès. Il retourne à Harstad le 2 mai 1945. 
Le 4 mai 1945 dans l'après-midi, des appareils Avenger et Wildcat de la Royal Air Force provenant du HMS Trumpeter et du HMS Queen (en) attaquent les installations de Kilbotn, près de Harsatd. L'U-711 est amarré au quai, près de l'ancien ferry Black Watch, autrefois le fleuron de la Ligne Olsen, servant de dépôt. Ce dernier coule, de même que l' U-711 à la position 68° 43′ 07″ N, 16° 34′ 06″ E. L'objectif de cet ultime assaut était la destruction des bases d'U-Boote et particulièrement du Black Watch. L' U-711 venait de recevoir l'ordre de cesser le combat.
Quarante des cinquante-deux membres d'équipage meurent dans cette attaque, se trouvant dans le Black Watch. Les douze sous-mariniers de quart à bord ont quitté sains et saufs leur bateau.

### Épave
L'épave se trouve à quarante-cinq  mètres de profondeur ; elle peut être visitée par des plongeurs expérimentés.
Selon un rapport, elle se trouve en excellent état, excepté les endroits touchés par le bombardement qui a causé son naufrage. Les planches de pont sont intactes, les cordes toujours nouées autour des bollards. Le canon de 88 mm avait été enlevé, probablement pendant l'été 1944, lorsque le submersible a reçu un schnorchel. Son canon anti-aérien de 20 mm est présent.
L'U-711 est le dernier sous-marin allemand coulé par la Fleet Air Arm pendant la Seconde Guerre mondiale.

## Affectations
- 5. Unterseebootsflottille du 26 septembre 1942 au 31 mars 1943 (Période de formation).
- 11. Unterseebootsflottille du 1er avril 1943 au 31 mai 1943 (Unité combattante).
- 13. Unterseebootsflottille du 1er juin 1943 au 4 mai 1945 (Unité combattante).

## Commandement
- Kapitänleutnant Hans-Günther Lange (en) du 26 septembre 1942 au 4 mai 1945 (Croix de chevalier).

## Patrouilles
|       | Commandant                | Départ           | Départ          | Arrivée           | Arrivée    | Jours     | Succès |
| ----- | ------------------------- | ---------------- | --------------- | ----------------- | ---------- | --------- | ------ |
|       | Oblt. Hans-Günther Lange  | 20 mars 1943     | Kiel            | 23 mars 1943      | Bergen     | 4 jours   |        |
| 1     | Oblt. Hans-Günther Lange  | 25 mars 1943     | Bergen          | 23 mars 1943      | Hammerfest | 37 jours  |        |
|       | Oblt. Hans-Günther Lange  | 12 mai 1943      | Hammerfest      | 14 mai 1943       | Hammerfest | 3 jours   |        |
| 2     | Oblt. Hans-Günther Lange  | 25 mai 1943      | Hammerfest      | 18 juin 1943      | Narvik     | 25 jours  |        |
| 3     | Oblt. Hans-Günther Lange  | 22 juillet 1943  | Narvik          | 30 septembre 1943 | Narvik     | 71 jours  |        |
|       | Oblt. Hans-Günther Lange  | 2 octobre 1943   | Narvik          | 5 octobre 1943    | Trondheim  | 4 jours   |        |
|       | Oblt. Hans-Günther Lange  | 15 décembre 1943 | Trondheim       | 17 décembre 1943  | Narvik     | 3 jours   |        |
|       | Oblt. Hans-Günther Lange  | 18 décembre 1943 | Narvik          | 19 décembre 1943  | Narvik     | 2 jours   |        |
|       | Oblt. Hans-Günther Lange  | 20 décembre 1943 | Narvik          | 23 décembre 1943  | Trondheim  | 4 jours   |        |
|       | Oblt. Hans-Günther Lange  | 19 mars 1944     | Trondheim       | 21 mars 1944      | Narvik     | 3 jours   |        |
| 4     | Oblt. Hans-Günther Lange  | 22 mars 1944     | Narvik          | 6 avril 1944      | Hammerfest | 16 jours  |        |
| 5     | Oblt. Hans-Günther Lange  | 11 avril 1944    | Hammerfest      | 15 avril 1944     | Narvik     | 5 jours   | 10     |
| 6     | Oblt. Hans-Günther Lange  | 24 avril 1944    | Narvik          | 5 mai 1944        | Narvik     | 12 jours  |        |
| 7     | Oblt. Hans-Günther Lange  | 30 mai 1944      | Narvik          | 8 juillet 1944    | Bogenbucht | 40 jours  |        |
|       | Oblt. Hans-Günther Lange  | 29 juillet 1944  | Bogenbucht (de) | 30 juillet 1944   | Hammerfest | 2 jours   |        |
| 8     | Kptlt. Hans-Günther Lange | 2 août 1944      | Hammerfest      | 19 août 1944      | Hammerfest | 18 jours  |        |
|       | Kptlt. Hans-Günther Lange | 22 août 1944     | Hammerfest      | 26 août 1944      | Hammerfest | 5 jours   |        |
|       | Kptlt. Hans-Günther Lange | 27 août 1944     | Hammerfest      | 28 août 1944      | Bogenbucht | 2 jours   |        |
|       | Kptlt. Hans-Günther Lange | 3 septembre 1944 | Bogenbucht      | 5 septembre 1944  | Hammerfest | 3 jours   |        |
| 9     | Kptlt. Hans-Günther Lange | 7 septembre 1944 | Hammerfest      | 4 octobre 1944    | Narvik     | 28 jours  |        |
|       | Kptlt. Hans-Günther Lange | 6 octobre 1944   | Narvik          | 8 octobre 1944    | Trondheim  | 3 jours   |        |
|       | Kptlt. Hans-Günther Lange | 23 janvier 1945  | Trondheim       | 26 janvier 1945   | Narvik     | 4 jours   |        |
| 10    | Kptlt. Hans-Günther Lange | 9 février 1945   | Narvik          | 24 février 1945   | Harstad    | 16 jours  | 925    |
| 11    | Kptlt. Hans-Günther Lange | 14 mars 1945     | Harstad         | 31 mars 1945      | Harstad    | 18 jours  | 20     |
| 12    | Kptlt. Hans-Günther Lange | 15 avril 1945    | Harstad         | 2 mai 1945        | Harstad    | 18 jours  |        |
| Total | Total                     | Total            | Total           | Total             | Total      | 346 jours | 955 t  |

Notes : Oblt. = Oberleutnant zur See - Kptlt. = Kapitänleutnant

### Opérations Wolfpack
L'U-711 opéra avec les Wolfpacks (meute de loups) durant sa carrière opérationnelle.
- Wiking Ifaf (1er août – 20 septembre 1943)
- Blitz (24 mars – 5 avril 1944)
- Keil (11-14 avril 1944)
- Donner & Keil (24 avril – 3 mai 1944)
- Grimm (31 mai - 6 juin 1944)
- Trutz (8 juin – 7 juillet 1944).
- Greif (3-18 août 1944)
- Rasmus (9-13 février 1945)
- Hagen (15-21 mars 1945)

## Navires coulés
L'U-711 coula 1 navire marchand de 10 tonneaux, 1 navire de guerre de 925 tonneaux et endommagea 1 navire marchand de 20 tonneaux au cours des 12 patrouilles (346 jours en mer) qu'il effectua.
| Date            | Nom               | Nationalité       | Tonnage | Convoi | Fait      | Localisation         |
| --------------- | ----------------- | ----------------- | ------- | ------ | --------- | -------------------- |
| 13 avril 1944   | Solvoll           | Norvège           | 10      | -      | Coulé     | 68° 51′ N, 3° 38′ E  |
| 17 février 1945 | HMS Bluebell (en) | Royal Navy        | 925     | RA-64  | Coulé     | 69° 36′ N, 35° 29′ E |
| 22 mars 1945    | BPS-5             | Marine soviétique | 20      | -      | Endommagé | 69° 15′ N, 34° 50′ E |